# Jaime de Palafox i Cardona
Jaime de Palafox i Cardona (Saragossa, Aragó, 13 de desembre de 1642 - Sevilla, Andalusia, 3 de desembre de 1701) fou un prelat espanyol.
Era fill del marquès d'Ariza i de Maria Felipa Cardona, filla dels prínceps de Ligni, i s'educà amb el seu oncle Juan de Palafox.
Estudià a la Universitat de Salamanca i en va ser rector, càrrec que desenvolupà igualment a la de Saragossa.
El 1669 prengué possessió del priorat de Santa Cristina, dignitat de la metropolitana de la mencionada ciutat, i el 1677 fou nomenat arquebisbe de Palerm, seu de la qual va prendre possessió per poders el 3 de gener de 1678. Més tard va ser promogut a la cadira arquebisbal de Sevilla.
Aquest prelat havia estat, a més, diputat del regne d'Aragó en dues diferents ocasions, i fou, a més, enviat com ambaixador pel consistori d'Aragó al rei Carles II.
Fou molt celebèrrim per haver entaulat contra el Capítol multitud de plets relatius a l'exercici de la jurisdicció i a matèries litúrgiques i també per posar en dubte algunes formes d'interpretació dels seises sevillans.
Deixà alguns escrits els quals resten mancats d'importància.